# Nation crie de Fox Lake
Pour les articles homonymes, voir Fox Lake.
La Nation crie de Fox Lake est une bande indienne de la Première Nation crie du Manitoba au Canada. Elle possède cinq réserves. Elle est signataire du Traité 5.

## Réserves
| Réserve                        | Superficie (hectares) |
| ------------------------------ | --------------------- |
| A Kwis Ki Mahka Indian Reserve | 1,3                   |
| Fox Lake 1                     | 561,7                 |
| Fox Lake 2                     | 39,5                  |
| Fox Lake West 3                | 1 138,8               |
| Gillam Indian Settlement       | 0                     |